# Любачево
Любачево (серб. Љубачево / Ljubačevo) — село в общине Баня-Лука Республики Сербской Боснии и Герцеговины. Население составляет 500 человек по переписи 2013 года.

## Население

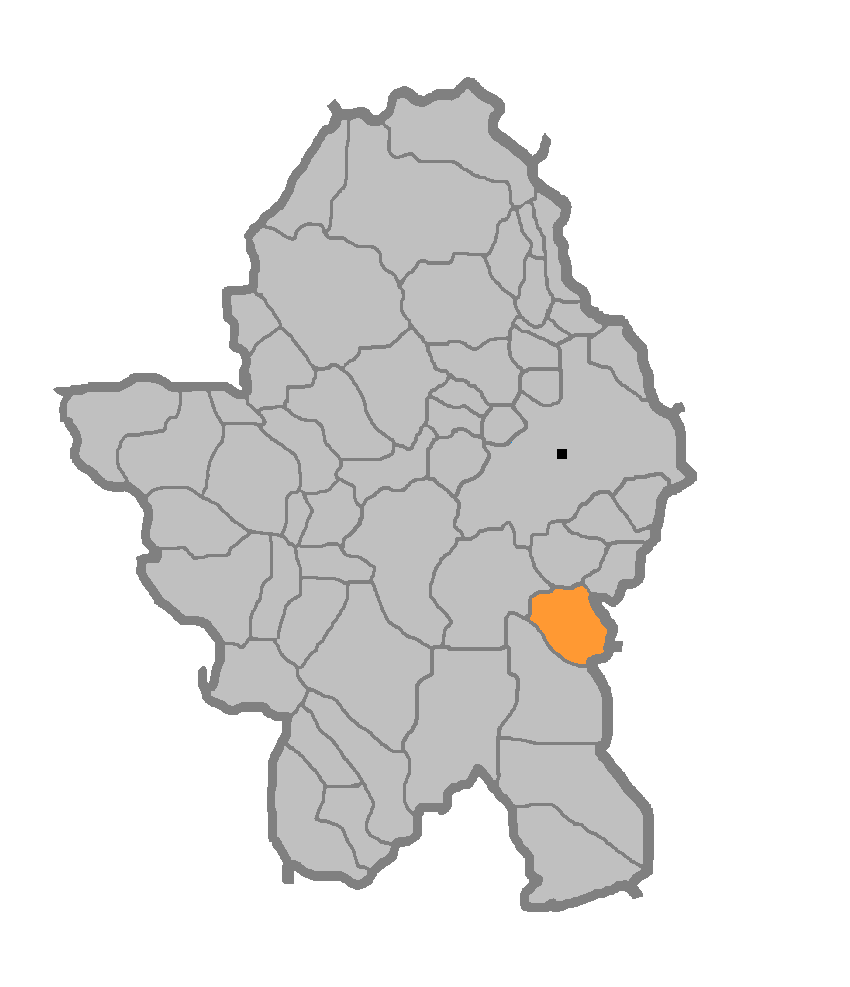
Любачево и его территория на карте общины Баня-Лука

## Достопримечательности

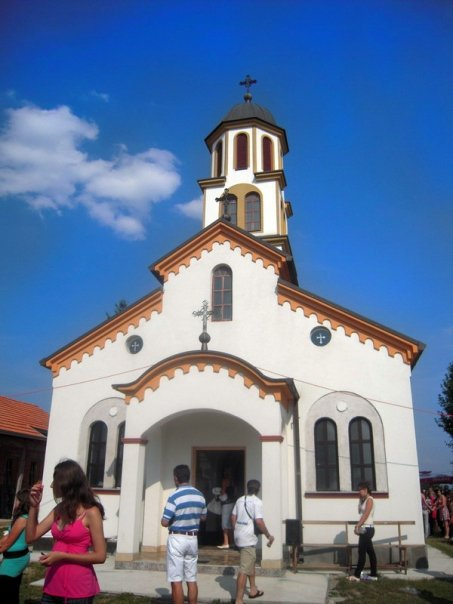
Церковь в Любачево

Около местечка расположена одноимённая пещера, в самом же селе есть церковь.